# Кельтські широколисті ліси
Кельтські широколистяні ліси — наземний екорегіон, що охоплює більшість терену Великої Британії та Ірландії.

## Географія
Кельтські широколистяні ліси займають більшість терену Великої Британії та Ірландії. 
Частково Західна Ірландія та Шотландія знаходяться в екорегіоні північноатлантичних вологих мішаних лісів, а Шотландське нагір’я — в екорегіоні Каледонський ліс. 
Південно-східна та південно-центральна Англія знаходяться в екорегіоні букових лісів Англійських низовин. 

## Клімат
Клімат лісів океанічний, що призводить до частих опадів, днів з великою кількістю опадів, високої вологості та низького рівня сонячного світла; різкі перепади температур. Поєднання вологи та низького випаровування (низька кількість сонячного світла) призводить до високого рівня вологості.

## Флора
Основні рослинні угруповання:
- від низинних до передгірних ацидофільних дубових лісів,
- мішані дубові ліси, переважно з дуба звичайного (Quercus robur) і дуба черешкового (Quercus petraea) .
- мішані дубово-ясеневі ліси.

Рослинні угруповання з меншою площею:
- західні бореальні та неморально-гірські березові ліси,
- болотні ліси,
- омбротрофні болота в північній Англії та південній Шотландії.

Крім двох місцевих видів дуба (Quercus robur і Q. petraea), серед широколистих листяних дерев є ясен звичайний, береза повисла, осика європейська та в'яз звичайний.

## Тваринний світ
- Олень
- Благородний олень
- Косуля
- Борсук європейський
- Європейський їжак
- Видра річкова
- Підковикові
  - Підковонос великий
  - Підковик малий
- Руда лисиця
- Горностай
- Ласка

Багато інших видів колись населяли ліс; однак через експлуатацію природних ресурсів, вирубку лісів і полювання багато тварин вимерли на місцевості. Багато з цих тварин колись були численні на Британських островах: сірий вовк, бурий ведмідь, дикий кабан, євразійська рись і європейський бобер.

## Стан середовища проживання
Дев’яносто відсотків кельтських лісів було знищено, як правило, протягом останніх кількох тисяч років через сільське господарство, використання дров і загальну вирубку лісів. 
Результатом є екорегіон, який не лише втратив більшу частину свого незайманого покриву, але й сильно деградував через фрагментацію. 
Сьогодні ліси перебувають у критичному стані, більшість землі перетворилися на пагорби, які зазвичай асоціюються з Англією.

## Передісторія
Цей екорегіон є відносно молодим, оскільки він зазнав заледеніння під час останнього льодовикового максимуму. Заселення людей почалося з народів мезоліту, які з’явилися незабаром після того, як лід відступив, бл.  9000–8000  років тому, розкидані по всій сучасній англійській частині екорегіону, а також у валлійських, ірландських та східношотландських районах кельтських широколистих лісів.
Археологічні дані свідчать про те, що міста, такі як Йорк, існували протягом тисячоліття до приходу римлян, але зареєстрована історія екорегіону починається з великих римських міських поселень, заснованих у першому столітті нашої ери. 
Поселення вікінгів у прибережних районах західної Шотландії, Уельсу та східної Ірландії було широко поширене принаймні з дев’ятого століття нашої ери.